# Casnate con Bernate
Casnate con Bernate es una localidad y comune italiana de la provincia de Como, región de Lombardía, con 4.850 habitantes.

## Evolución demográfica
| Gráfica de evolución demográfica de Casnate con Bernate entre 1861 y 2001 |
|                                                                           |
| Fuente ISTAT - elaboración gráfica de Wikipedia                           |